# 신우식
신우식(申佑湜, 1934년 ~ )은 하나회 회원으로, 육군 사관학교 14기 출신이다. 5∙18 광주 민주화 운동 당시 진압을 맡았던 제7공수여단장이었다. 소장으로 예편한 후, 노태우 정부에서 한국관광공사 감사직을 맡았다.